# Kometa – The Best of Nohavica
Kometa - The Best of Nohavica – kompilacja największych przebojów Jaromíra Nohavicy, czeskiego pieśniarza piosenki literackiej i folku. Album został wydany 4 czerwca 2013 przez Magic Records.
W Polsce uzyskał status platynowej płyty.

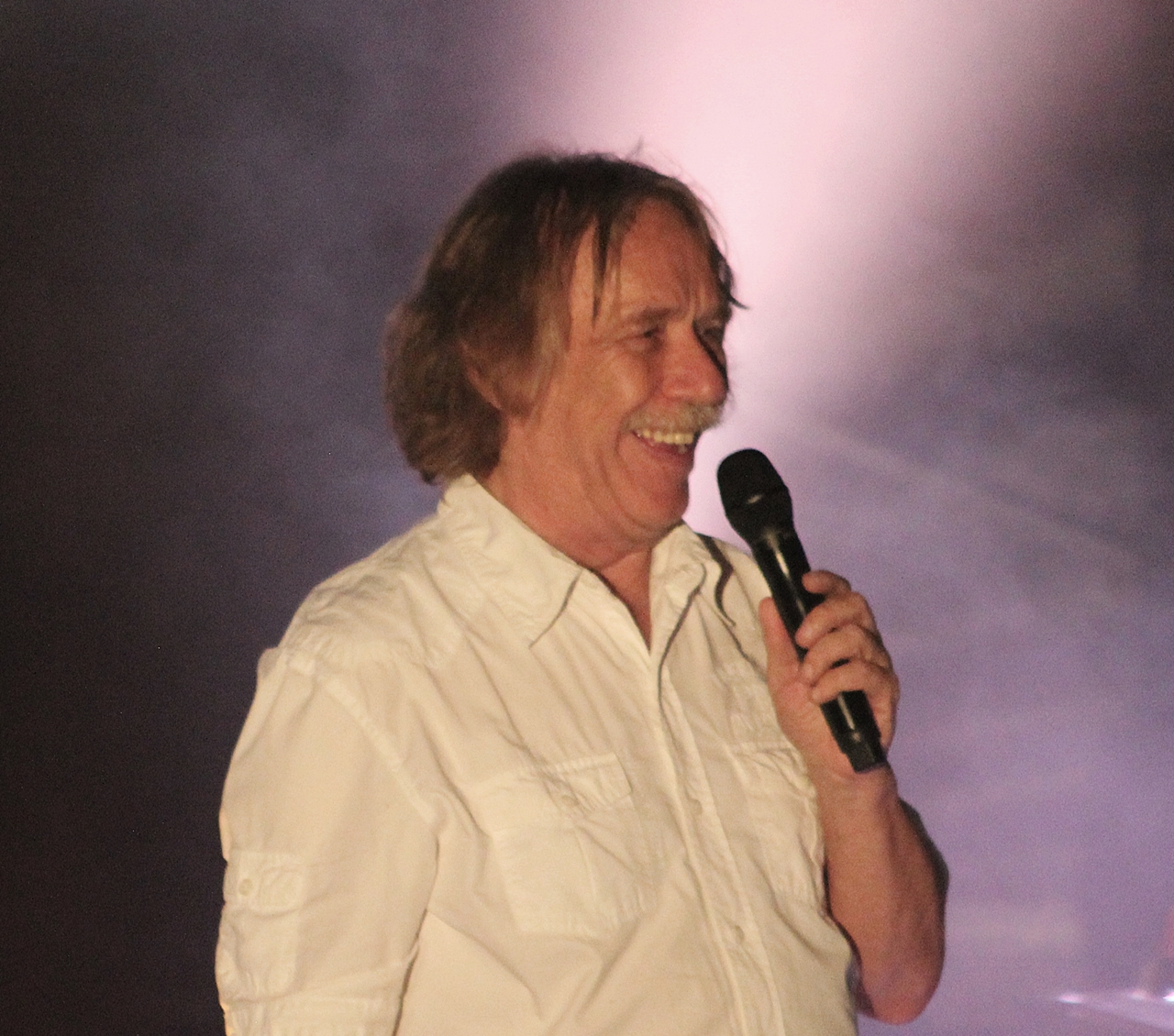
Jaromír Nohavica, 2019

## Lista utworów
1. „Kometa”
2. „Sarajevo”
3. „Minulost”
4. „Těšínská”
5. „Ty ptáš se mně”
6. „Moje malá válka”
7. „Ostravo”
8. „Ještě mi scházíš”
9. „Mikymauz”
10. „Ikarus”
11. „Zatanči”
12. „Zítra ráno v pět”
13. „Dlouhá tenká struna”
14. „Darmoděj”